# Superkup ABA lige
Superkup ABA lige, također kao i ABA League Super Cup je košarkaško klupsko kup natjecanje kojeg organizira ABA liga. 

## O natjecanju
Na sastanku ABA lige u Zagrebu, održanom 24. srpnja 2017., je donesena odluka o pokretanju Superkupa. 
Natjecanje je zamišljeno kao turnir osam najboljeplasiranih iz prethodne sezone ABA lige. 

Prvo izdanje natjecanja je igrano u rujnu 2017. u Baru.

## Sudionici
2019.
- Budućnost VOLI - Podgorica
- Cibona - Zagreb
- Cedevita Olimpija - Ljubljana  ↓3
- Koper Primorska - Kopar  ↓4
- Crvena zvezda mts - Beograd
- Partizan NIS - Beograd
- FMP - Beograd  ↓1
- Mega Bemax - Beograd / Srijemska Mitrovica  ↓2

bivši sudionici (2017. – 2018.)
- Igokea - Aleksandrovac / Laktaši
- Mornar - Bar
- Cedevita - Zagreb
- Zadar - Zadar
- Olimpija -  Ljubljana

↑1  FMP je 2017. kao devetoplasirani zauzeo mjesto Crvene zvezde, koja je otkazala sudjelovanje zbog poklapanja termina s Euroligom 

↑2  Mega Bemax domaće utakmice igra u Srijemskoj Mitrovici, dok je klub registriran u Beogradu 

↑3  Cedevita Olimpija nastala 2019. godine spajanjem Petrol Olimpije iz Ljubljane i Cedevite iz Zagreba 

↑4  Koper Primorska 2019. godine nastupio kao prvak Druge ABA lige

## Završnice
| godina        | domaćin   | pobjednik                 | rezultat | finalist                    |
| ------------- | --------- | ------------------------- | -------- | --------------------------- |
| 2017.         | Bar       | Cedevita Zagreb           | 78:69    | Budućnost VOLI Podgorica    |
| 2018.         | Laktaši   | Crvena zvezda mts Beograd | 80:75    | Budućnost VOLI Podgorica    |
| 2019.         | Zagreb    | Partizan NIS Beograd      | 99:77    | Cedevita Olimpija Ljubljana |
| 2020.         | Podgorica | Otkazano zbog COVID-19    |          |                             |
| 2021. i 2022. |           | Nije se održalo           |          |                             |
| 2023.         | Podgorica | Studentski Centar         | 83:81    | Partizan NIS Beograd        |

## Pregled plasmana klubova
| klub                                 | nas. | 2017. | 2018. | 2019. |
| ------------------------------------ | ---- | ----- | ----- | ----- |
| Cedevita Zagreb                      | 2    | P     | 2F    |       |
| Budućnost Podgorica                  | 3    | F     | F     | 2F    |
| Mornar Bar                           | 2    | 2F    | 4F    |       |
| Mega (Beograd / Srijemska Mitrovica) | 2    | 2F    |       | 4F    |
| Igokea (Aleksandrovac / Laktaši)     | 2    | 4F    | 4F    |       |
| Cibona Zagreb                        | 2    | 4F    |       | 4F    |
| FMP Beograd                          | 2    | 4F    |       | 4F    |
| Partizan Beograd                     | 3    | 4F    | 2F    | P     |
| Crvena zvezda Beograd                | 2    |       | P     | 4F    |
| Zadar                                | 1    |       | 4F    |       |
| Olimpija Ljubljana                   | 1    |       | 4F    |       |
| Cedevita Olimpija Ljubljana          | 1    |       |       | F     |
| Koper Primorska (Kopar)              | 1    |       |       | 2F    |
|                                      |      |       |       |       |

| Napomene za kratica |  |                |
| P                   |  | Pobjednik      |
| F                   |  | Finalist       |
| 2F                  |  | Polufinalist   |
| 4F                  |  | Četvrtfinalist |
|                     |  |                |

## Vanjske poveznice
- stranica natjecanja